# Galezi canadieni
Galezii canadieni sunt locuitorii Canadei care au imigrat din Țara Galilor sau care au origini galeze. Conform unui recensământ din 2016, în Canada se află 474.805 de galezi.
1. ↑  Census Profile, 2016 Census, Canada - Ethnic Origin: Statistics Canada. Retrieved August 31, 2019.